# Salix fruticosa
Salix fruticosa är en videväxtart som beskrevs av Döll. Salix fruticosa ingår i släktet viden, och familjen videväxter. Inga underarter finns listade i Catalogue of Life.